# サン・ラファエル川鉄道事故
サン・ラファエル川鉄道事故（英:  San Rafael River train disaster）とは、1989年8月10日に発生した鉄道事故である。メキシコ国鉄のマサトラン発メヒカリ行きの列車（11両編成）がリオ・バモア橋(Rio Bamoa Bridge)を走行中に橋が崩壊し客車数両がサン・ラファエル川に転落した。橋が崩落した原因は橋の支持材が大雨により損傷していたことである。この事故で列車に乗っていた約330人の乗客のうち112人が死亡し205人が負傷した。負傷しなかった乗客は20人に満たない。また犠牲者の多くは川に流され溺死していた。